# Буру (Румунія)
Буру (рум. Buru) — село у повіті Клуж в Румунії. Входить до складу комуни Яра.
Село розташоване на відстані 301 км на північний захід від Бухареста, 30 км на південь від Клуж-Напоки.

## Населення
За даними перепису населення 2002 року у селі проживали 219 осіб, з них 216 осіб (98,6%) румунів. Рідною мовою 216 осіб (98,6%) назвали румунську.